# (20012) Ranke
(20012) Ranke est un astéroïde de la ceinture principale.

## Description
(20012) Ranke est un astéroïde de la ceinture principale. Il fut découvert le 13 septembre 1991 à Tautenburg par Freimut Börngen et Lutz Dieter Schmadel. Il présente une orbite caractérisée par un demi-grand axe de 2,62 UA, une excentricité de 0,11 et une inclinaison de 2,6° par rapport à l'écliptique.

## Compléments